# Mihai Cioc
Mihai Cioc (Turnu Măgurele, 14 de junio de 1961) es un deportista rumano que compitió en judo.
Participó en dos Juegos Olímpicos de Verano en los años 1980 y 1984, obteniendo una medalla de bronce en la edición de Los Ángeles 1984 en la categoría abierta. Ganó una medalla en el Campeonato Mundial de Judo de 1983, y dos medallas en el Campeonato Europeo de Judo en los años 1984 y 1987.

## Palmarés internacional
| Juegos Olímpicos   | Juegos Olímpicos             | Juegos Olímpicos  | Juegos Olímpicos |
| Año                | Lugar                        | Medalla           | Categoría        |
| ------------------ | ---------------------------- | ----------------- | ---------------- |
| 1984               | Los Ángeles (Estados Unidos) | Medalla de bronce | Abierta          |
| Campeonato Mundial |                              |                   |                  |
| Año                | Lugar                        | Medalla           | Categoría        |
| 1983               | Moscú ( URSS)                | Medalla de bronce | +95 kg           |
| Campeonato Europeo |                              |                   |                  |
| Año                | Lugar                        | Medalla           | Categoría        |
| 1984               | Lieja (Bélgica)              | Medalla de bronce | Abierta          |
| 1987               | París (Francia)              | Medalla de oro    | +95 kg           |